# 上吉羽中央公園
上吉羽中央公園（かみよしば　ちゅうおうこうえん）は埼玉県幸手市（権現堂川地区）に所在する幸手市が設置、管理・運営する公園（計画緑地）である。

## 概要
園内施設はテニスコート・あずまや・駐車場などである。また、テニスコートの利用料金に関して久喜市・蓮田市・白岡市・南埼玉郡宮代町・北葛飾郡杉戸町の在住者は通常料金で利用することができる。これらの自治体以外の利用者の利用料金は当該使用料の2倍となっている。
なお、上吉羽中央公園の西方には上吉羽西公園（かみよしば　にしこうえん）という公園（計画緑地）が所在しており、面積は1963㎡となっている。1986年（昭和61年）3月28日の開園となっており、児童遊具などが所在している。

## 施設
| 上吉羽中央公園 - テニスコート - Aコート - Bコート - あずまや - 園路 - トイレ - 駐車場（12台） - 植栽 | 上吉羽西公園 - 児童遊具 - 街灯 - 植栽 |

## 所在地
上吉羽中央公園
- 〒340-0121
- 埼玉県幸手市大字上吉羽字堤外2100-38[2]

上吉羽西公園
- 〒340-0121
- 埼玉県幸手市大字上吉羽字堤外2100-63[3]

## 交通
上吉羽中央公園
- 幸手駅より市内循環バスの「幸手駅前」バス停より「西Aコース」に乗車、「ひばりケ丘桜泉園（乗車約40分）」にて下車、バス停より西方へ徒歩約3分（道程約250m[4]）。運賃は100円（1日乗車券は200円）。
- 幸手駅より北東方へ徒歩にて約35分。（距離約2.2km）[5]

上吉羽西公園
- 幸手駅より市内循環バスの「幸手駅前」バス停より「西Aコース」に乗車、「ひばりケ丘桜泉園（乗車約40分）」にて下車、バス停より西方へ徒歩約6分（道程約500m[6]）。運賃は100円（1日乗車券は200円）。（市内循環バス　幸手市ホームページ）
- 幸手駅より北東方へ徒歩にて約30分。（距離約2km）[7]

## 周辺・関連項目
- 調節池（上吉羽中央公園北側）
- 中川（権現堂川）
- 冬木落川
- 幸手総合公園
- 上吉羽1号緑道・上吉羽2号緑道